# Claude-Marius Vaïsse

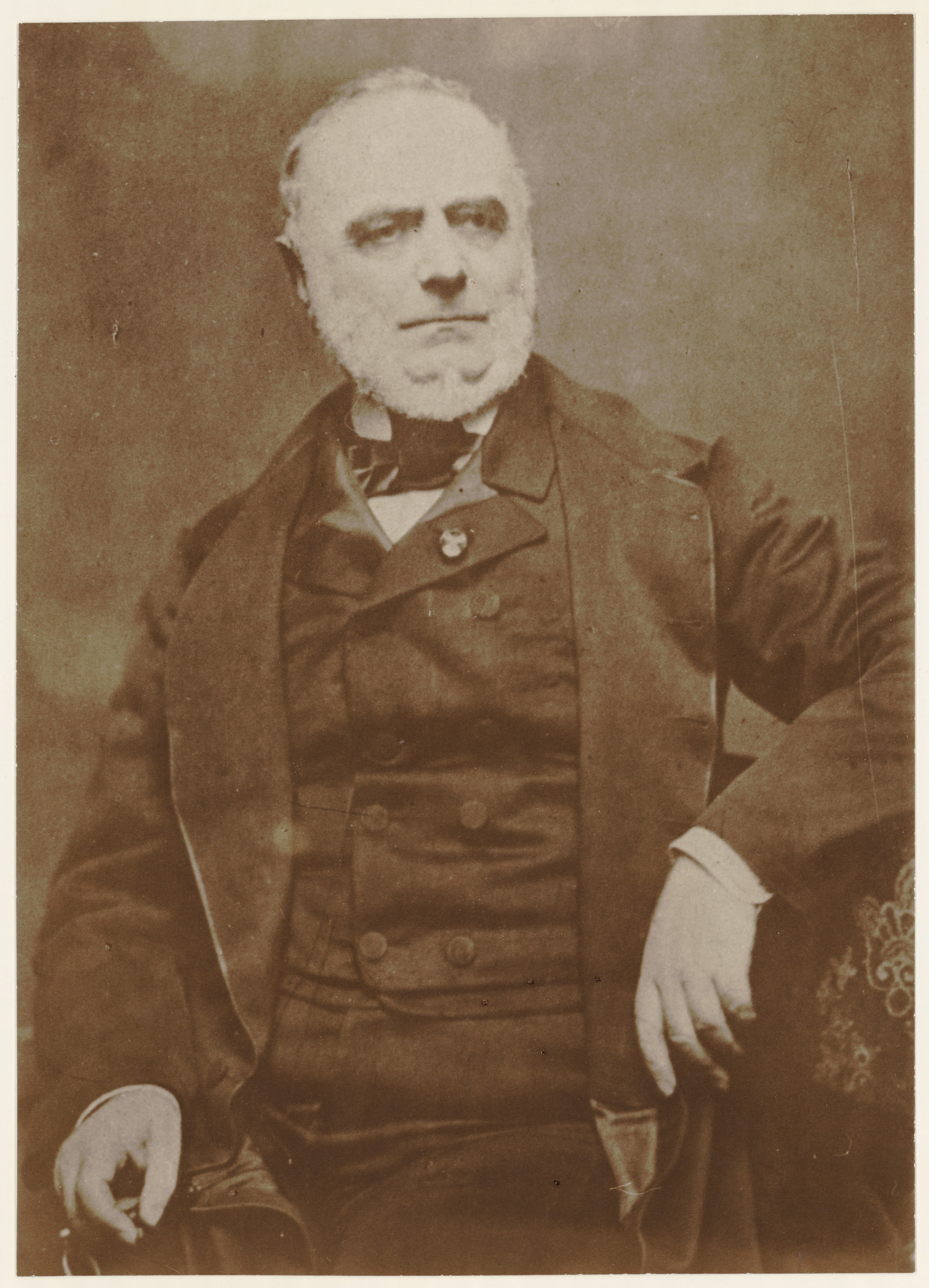
Claude-Marius Vaïsse

Claude-Marius Vaïsse (Marseille, 8 juli 1799 – Lyon, 8 augustus 1864) was een Franse jurist en politicus. Hij wordt ook wel de "Haussmann van Lyon" genoemd.

## Biografie
Väisse studeerde rechtsgeleerdheid en startte een advocatenkantoor in Marseille. Hij toonde zich al als een liberaal ten tijde van de Restauratie. In 1830 verkocht hij zijn praktijk om secretaris-generaal van het departement Bouches-du-Rhône te worden. Generaal Charles-Marie Denys de Damrémont nam Vaïsse in 1837 mee naar Algerije voor een bestuurspost in de nieuwe kolonie. Toen Damrémont stierf tijdens het Beleg van Constantine keerde hij terug naar Frankrijk om eerst onderprefect te worden van Saint-Quentin en vervolgens prefect van Pyrénées-Orientales.
Nadat de voorlopige regering van 1848 Vaïsse afwees ging hij Lodewijk Napoleon steunen in diens presidentsverkiezingen. In het Petit ministère van 1851 bekleedde hij voor enkele maanden de functie van Minister van Binnenlandse Zaken. Na Napoleons staatsgreep dat jaar werd hij onder meer benoemd in de Conseil d'État. In 1853 werd hij inspecteur van de prefecturen en een jaar later werd hij prefect van het departement Rhône. Onder zijn leiding onderging de stad Lyon grote veranderingen. Hij herontwierp het Presqu'île door het aanleggen van nieuwe straten, maar liet ook het Palais de la Bourse bouwen en het Stadhuis van Lyon restaureren. Hij liet ook het Parc de la Tête d'or aanleggen. Op 19 juni 1854 werd Vaïsse benoemd tot senator en verkreeg ook het Legioen van Eer.